# Elevance Health
Elevance Health, Inc. — крупная американская компания, оказывающая услуги медицинского страхования. Штаб-квартира компании располагается в Индианаполисе, Индиана. Обслуживает 43 млн клиентов в США. Компания заняла 50-е место в списке Fortune Global 500 за 2021 год. В списке крупнейших публичных компаний мира Forbes Global 2000 за 2021 год компания заняла 89-е место (44-е по размеру выручки, 131-е по чистой прибыли, 421-е по активам и 158-е по рыночной капитализации).

## История

Старый логотип

Компания образовалась в 2004 году слиянием калифорнийской WellPoint и индианской Anthem; изначально объединённая компания называлась WellPoint, но 13 августа 2014 года сменила своё название на Anthem.
Две компании медицинского страхования, сформировавшие Anthem, были основаны в 1946 году в Индиане. В 1985 году они объединились в Associated Insurance Companies, с 1996 года название стало Anthem. С 1989 года компания расширяла деятельность на другие штаты северо-востока США, а также Неваду и Колорадо.
WellPoint возникла из организации Blue Cross of California, которая была создана слиянием двух медицинских компаний, основанных в середине 1930-х годов в Калифорнии. WellPoint была создана в 1992 году как дочерняя компания, но через четыре года некоммерческая организация Blue Cross of California была реорганизована в коммерческую, и WellPoint стала головной компанией. Она также расширила географию деятельности в другие штаты, в частности в 2001 году была куплена техасская компания по распространению лекарств по почте PrecisionRx.
В 2022 году Anthem сменила название на Elevance Health, Inc.

## Деятельность
Основные подразделения:
- Commercial & Specialty — групповое и индивидуальное медицинское страхование; выручка 36,7 млрд долларов в 2020 году.
- Government Business — реализация правительственных программ медицинского страхования MediCare и MedicAid; выручка 71,6 млрд.
- IngenioRx — продажа медикаментов; выручка 21,9 долларов.

Из выручки 121,9 млрд в 2020 году 104,1 млрд составили страховые премии; страховые выплаты составили 88 млрд долларов.